# Аск, Беатрис
Эва Карин Беатрис Аск (швед. Eva Carin Beatrice Ask, род. 20 апреля 1956 года, Свег, Херьедален, Емтланд, Швеция) — шведская женщина-политик и член Умеренной коалиционной партии. Действующий губернатор лена Сёдерманланд с 1 января 2020 года. В 1988 году и в 1994—2019 гг. Беатрис также являлась депутатом шведского парламента (риксдага) от коммуны Стокгольма. С 1991 по 1994 годы работала министром образования Швеции, а с 2006 по 2014 год — министром юстиции Швеции.

## Биография
Беатрис родилась в городе Свег, Емтланд. В 1974 году закончила обучение в Акроне (США), а в 1976 году получила среднее общее образование в Швеция. С 1978 по 1979 год изучала международную экономику в Упсальском университете, однако не закончив его начала работать в Умеренной коалиционной партии и Умеренной молодежной лиге, еще до того как была избрана первой женщиной-директором молодежной лиги в 1984 году. В 1986 году ее переизбрали и она занимала данную должность на протяжении еще двух лет, перед тем как она была избрана городским комиссаром, ответственным за школы в городском совете Стокгольма.
После выборов в 1991 году, когда Карл Бильдт возглавил должность премьер-министра, Беатрис стала работать Министром образования Швеции. Совместно с Пер Ункелем они занялись перестройкой шведской системы образования.
После проигранных выборов в 1994 году Беатрис стала партийным представителем. С 1994 по 2006 год она была также членом шведского парламента.
Когда Фредрик Райнфельдт возглавил должность премьер-министра Швеции, Аск была назначена Министром юстиции.
Деятельность Беатрис довольно часто критиковали многие газеты и коллеги-политики, особенно за ее участие в изменении законодательства, которое регулирует Национальное оборонное радиоуправления Швеции. После того как шведская полиция занялась контролем граждан, уклоняющихся от штрафов, Беатрис поддержала проект REVA и способствовала продолжению проведения проверок иностранцев в стране. Всемирное внимание привлек лист описывающий недавний общественный разлад. Это письмо было направлено Министру юстиции Швеции, а его содержание было опубликовано в Нью-Йорк Таймс.
В январе 2014 года Беатрис поделилась ссылкой в Facebook на сатирическую статью о марихуане, благодаря которой в штате Колорадо, США, погибло 37 человек и привязала ее к своему антинаркотическому стенду как молодежный политик. Ее высмеивали и критиковали после данного распространения в социальных сетях. Позже ее пресс-секретарь сообщила газете Aftonbladet, что Министр все это время знала, что статья является сатирической.
Она была четвертым лицом из 41-го, которая дольше всех занимала должность Министра юстиции. С 2009 по 2015 годы Беатрис была вторым заместителем председателя Умеренной коалиционной партии.